# J.League Live 64
J.League Live 64 (JリーグLIVE64) est un jeu vidéo de football sorti en 1997 sur Nintendo 64 uniquement au Japon. Le jeu a été développé et édité par Electronic Arts.